# Dothidasteromella systema-solare
Dothidasteromella systema-solare är en svampart som först beskrevs av George Edward Massee, och fick sitt nu gällande namn av H.J. Swart 1988. Dothidasteromella systema-solare ingår i släktet Dothidasteromella och familjen Asterinaceae.   Inga underarter finns listade i Catalogue of Life.